# Standard Fifty
La 50 hp, o Fifty, è un'autovettura prodotta dalla Standard nel 1906.
La 50 hp fu la più grande vettura per passeggeri costruita all'epoca dalla Standard, e fu il modello di autovettura con il motore dalla più elevata cilindrata mai costruito nella storia della casa automobilistica di Coventry. Nella gamma offerta dalla Standard, la 50 hp si collocava sopra le piccole 10 hp e 16/20, e la media 24/30.
Il modello era disponibile solo con carrozzeria versione torpedo. Erano però offerti due tipi di telai, che erano caratterizzati dall'avere due passi differenti, 3.353 mm e 3.658 mm. La 50 hp aveva installato un motore in linea a sei cilindri e valvole laterali, che possedeva una cilindrata totale di 11.734 cm³.